# Primeira Batalha do Marne
A Primeira Batalha do Marne ou, na sua forma portuguesa, do Marna foi uma batalha da Primeira Guerra Mundial que durou de 5 de Setembro a 12 de Setembro de 1914. Foi uma vitória franco-britânica sobre a Alemanha, em um dos momentos decisivos da Guerra Mundial.

## Antecedentes

A localização dos exércitos francês e alemão por volta de 1º de setembro, a caminho do rio Marne, perto de Château-Thierry.

A Batalha do Marne, ocorrida no início de setembro de 1914, foi precedida por uma série de eventos críticos que culminaram no fim do Plano Schlieffen alemão. Inicialmente, as forças alemãs avançaram rapidamente pela Bélgica e norte da França, seguindo o Plano Schlieffen, que tinha como objetivo derrotar rapidamente a França antes de virar as atenções para a Rússia. No entanto, a resistência mais forte do que o esperado das forças aliadas, especialmente na Batalha de Mons e na Batalha de Le Cateau, atrasou o avanço alemão, permitindo que os exércitos franceses e britânicos se reagrupassem e se preparassem para uma contraofensiva.
O General Joseph Joffre, comandante-chefe das forças francesas, decidiu contra-atacar quando observou uma brecha crítica nas linhas alemãs. De 5 a 7 de setembro de 1914, o 1º Exército Alemão, comandado por Alexander von Kluck, virou-se para o noroeste para enfrentar o 6º Exército Francês, criando uma lacuna de 50 km entre suas tropas e as do 2º Exército Alemão, liderado por Karl von Bülow. O reconhecimento aéreo francês identificou essa lacuna e Joffre e as demais tropas aliadas rapidamente exploraram a oportunidade, movendo a Força Expedicionária Britânica (BEF) e o 5º Exército Francês para atacar as linhas alemãs desprotegidas.
A falta de coordenação entre Kluck e Bülow ampliou ainda mais a lacuna, levando a um colapso das posições alemãs. A situação foi agravada pela missão do tenente-coronel Hentsch, enviado por Moltke, que ordenou a retirada das forças alemãs para evitar um desastre maior. As forças alemãs recuaram até 90 km, abandonando suas esperanças de uma vitória rápida e decisiva. A Batalha do Marne, portanto, marcou o fim das esperanças alemãs de uma rápida conclusão da guerra, estabelecendo um impasse que resultou em uma guerra de trincheiras que duraria os próximos quatro anos.

## A batalha

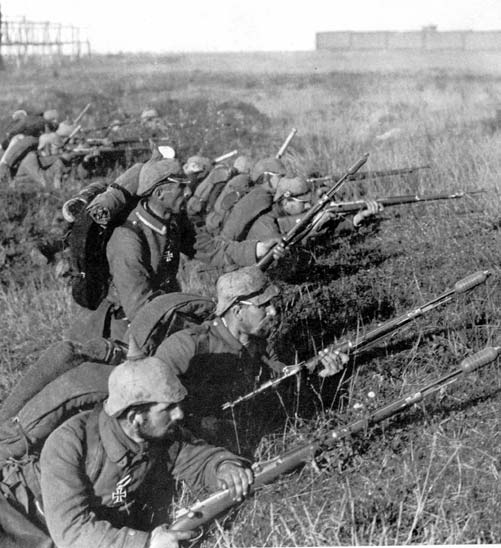
Soldados alemães (usando capacetes Pickelhaube distintos com capas de tecido) na linha de frente na Primeira Batalha do Marne.

Ao amanhecer do dia 6 de setembro, 980.000 soldados franceses e 100.000 soldados britânicos, com 3.000 canhões, atacaram a linha alemã de 750.000 homens e 3.300 canhões entre Verdun e Paris. Joffre finalmente encontrou o momento propício para terminar a Grande Retirada e contra-atacar. A batalha ocorreria em dois locais distintos, próximos aos afluentes ao sul do Marne, com o 5º e 9º exércitos franceses atacando o 2º e 3º exércitos alemães, e ao norte do Marne, com o 6º exército francês enfrentando o 1º exército alemão. As comunicações e a coordenação eram precárias entre os exércitos alemães e com o quartel-general de Moltke em Luxemburgo, cada exército alemão lutaria sua própria batalha.

### Movimentos iniciais
Em 5 de setembro, um dia antes do plano de Joffre para iniciar a ofensiva francesa, franceses e alemães se enfrentaram no flanco direito do 1º exército de Kluck. Parte do 6º exército de Maunoury, composto principalmente por reservistas e totalizando 150.000 homens, estava sondando 40 km a nordeste de Paris, próximo ao rio Ourcq, em busca dos alemães, quando encontrou o IV Corpo de Reserva de 24.000 homens comandado pelo general alemão Hans von Gronau. O general Gronau tinha a responsabilidade de cobrir o flanco direito mais externo de Kluck. Ele percebeu o perigo de um ataque ao flanco de Kluck e, embora em grande desvantagem numérica, atacou os franceses, segurando-os por 24 horas antes de recuar. Kluck, portanto, foi alertado da ameaça inesperada ao seu flanco direito e, de fato, a todo o seu exército. Kluck escolheu montar uma contra-ofensiva. Ele ordenou que seu exército virasse para a direita e enfrentasse o oeste para confrontar a ameaça do 6º exército francês. Isso envolveu a retirada das forças de Kluck, que haviam cruzado o rio Marne para o sul e agora tinham que marchar 130 km em dois dias para alcançar posições enfrentando os franceses. A reação rápida de Kluck impediu o 6º Exército de avançar através do rio Ourcq para a retaguarda alemã. Kluck desviou os ataques franceses nos dias 6 e 7 de setembro.

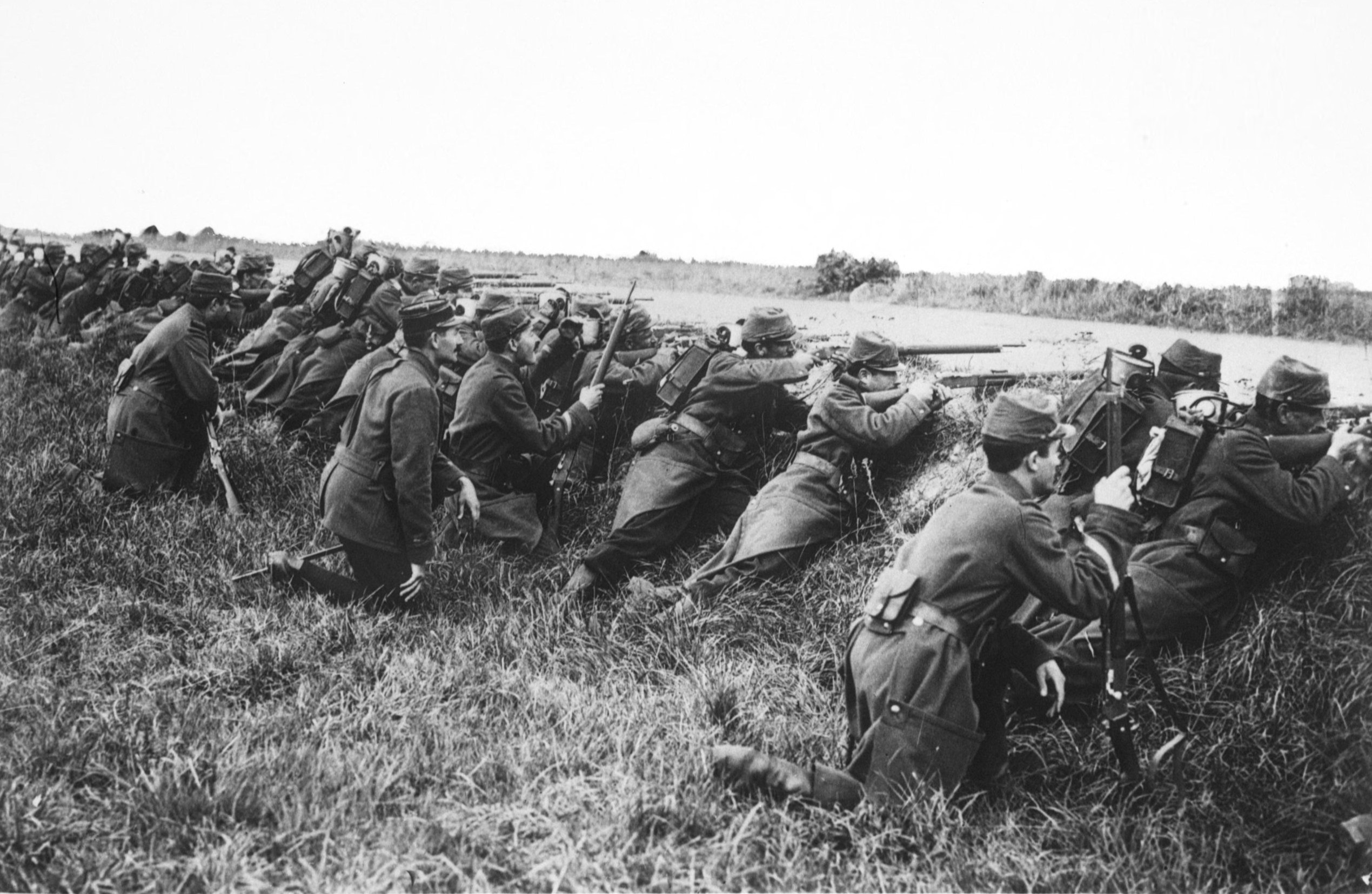
Soldados franceses em 1914.

Na noite de 7 a 8 de setembro, ocorreu o evento mais famoso da Batalha do Marne. O Governador Militar Gallieni em Paris reforçou o 6º exército que protegia Paris transportando soldados para a frente por ferrovia, caminhão e táxis Renault. Gallieni requisitou cerca de seiscentos táxis em Les Invalides, no centro de Paris, para transportar soldados para a frente em Nanteuil-le-Haudouin, a cinquenta quilômetros de distância. A maioria dos táxis foi desmobilizada em 8 de setembro, mas alguns permaneceram mais tempo para transportar feridos e refugiados. Os táxis, seguindo as regulamentações da cidade, rodavam seus taxímetros diligentemente. O tesouro francês reembolsou a tarifa total de 70.012 francos.
A chegada de seis mil soldados por ferrovia, caminhão e táxi foi descrita como crítica para evitar uma possível ruptura alemã contra o 6º Exército. No entanto, nas memórias do General Gallieni, ele nota que alguns "exageraram um pouco a importância dos táxis." Em 2001, Strachan menciona apenas os táxis como "menos do que a lenda" e, em 2009, Herwig chamou os táxis de militarmente insignificantes. O impacto positivo no moral francês foi inegável.
Kluck telegrafou para Moltke na noite de 8 de setembro que "A decisão será obtida amanhã por um ataque envolvente do General von Quast." Na manhã seguinte, Quast lutou para atravessar as defesas do 6º exército francês e o caminho para Paris, a 50 km de distância, estava aberto. Nas palavras de Keegan, "O equilíbrio de vantagens no Marne mais uma vez parecia ter inclinado para o lado dos alemães."

### Bülow e Hausen

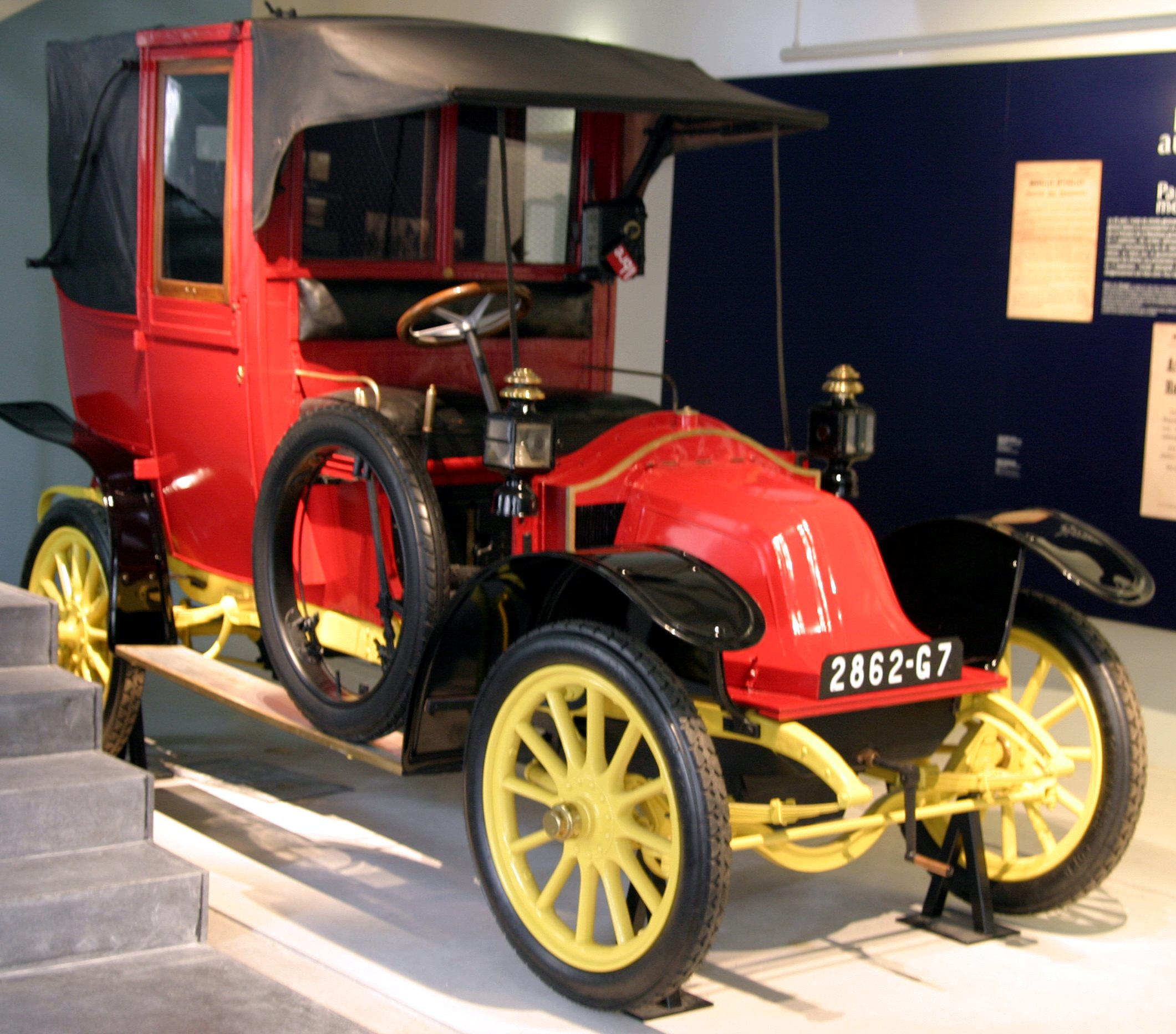
Um dos famosos "Táxis do Marne".

Em 6 de setembro, o 2º exército de Bülow, ao sul do Marne, estava tão desgastado e esgotado quanto o de Kluck, tendo marchado 440 km desde que deixou a Alemanha e sofrido mais de 26.000 baixas e soldados abatidos por doenças. Bülow havia começado a guerra com 260.000 soldados; em setembro ele tinha 154.000 combatentes disponíveis. Além disso, suas relações com Kluck eram ruins.
Enquanto Kluck estava na ofensiva perto de Paris, Bülow passou à defensiva após o ataque francês em 6 de setembro. Em 7 de setembro, Bülow ordenou que sua ala direita recuasse 15 km até o rio Petit Morin após ataques do 5º exército francês de Franchet d'Esperey, apelidado de "Desesperado Frankie" como um elogio pelos britânicos. Durante a retirada, os franceses massacraram 450 alemães que estavam tentando se render. Com sua ala direita recuando, Bülow, por outro lado, ordenou que sua ala esquerda atacasse com a ajuda do 3º exército de Hausen. Hausen cobriu o flanco esquerdo de Bülow e atacou o 9º exército de Foch nos pântanos de Saint-Gond, perto da cidade de Sézanne, em 8 de setembro. Ele tinha 82.000 homens para a tarefa. O ataque de Hausen foi uma surpresa, lançado à noite sem preparação de artilharia. Seus soldados invadiram posições de artilharia "com a baioneta." Hausen empurrou Foch de volta 13 km. O ataque de Hausen então estagnou com seus soldados exaustos e tendo sofrido cerca de 11.000 baixas.

### A Lacuna
A virada de Kluck para o noroeste de 5 a 7 de setembro para lutar contra o 6º exército francês abriu uma lacuna de 50 km em seu flanco esquerdo entre seus soldados e os de Bülow, do 2º exército alemão. O reconhecimento aéreo francês observou as forças alemãs se movendo para o norte para enfrentar o 6º Exército e descobriu a lacuna. A falta de coordenação entre von Kluck e Bülow causou o alargamento ainda maior dessa lacuna.
Os Aliados exploraram a lacuna nas linhas alemãs, enviando a BEF para o noroeste em direção a Kluck e o 5º Exército para o nordeste em direção a Bülow, na lacuna entre os dois exércitos alemães. A ala direita do 5º Exército francês atacou em 6 de setembro e prendeu o 2º Exército na Batalha dos Dois Morins, nomeada em homenagem aos dois rios na área, o Grand Morin e o Petit Morin. A BEF avançou de 6 a 8 de setembro, cruzou o Petit Morin, capturou pontes sobre o Marne e estabeleceu uma cabeça de ponte de 8 quilômetros de profundidade. Apesar da promessa do general John French, o comandante da BEF, ao general Joffre de que ele reentraria na batalha, o ritmo lento do avanço da BEF enfureceu d'Espèrey, comandante do 5º Exército, e outros comandantes franceses. Em 6 de setembro, a força britânica se moveu tão lentamente que terminou o dia 12 quilômetros atrás de seus objetivos e sofreu apenas sete homens mortos. A BEF, embora superasse os alemães na lacuna em dez para um, avançou apenas 40 km em três dias. Em 8 de setembro, o 5º Exército cruzou o Petit Morin, o que forçou Bülow a retirar o flanco direito do 2º Exército. No dia seguinte, o 5º Exército cruzou o Marne, e o 2º Exército alemão recuou ainda mais.

### Movimentações finais

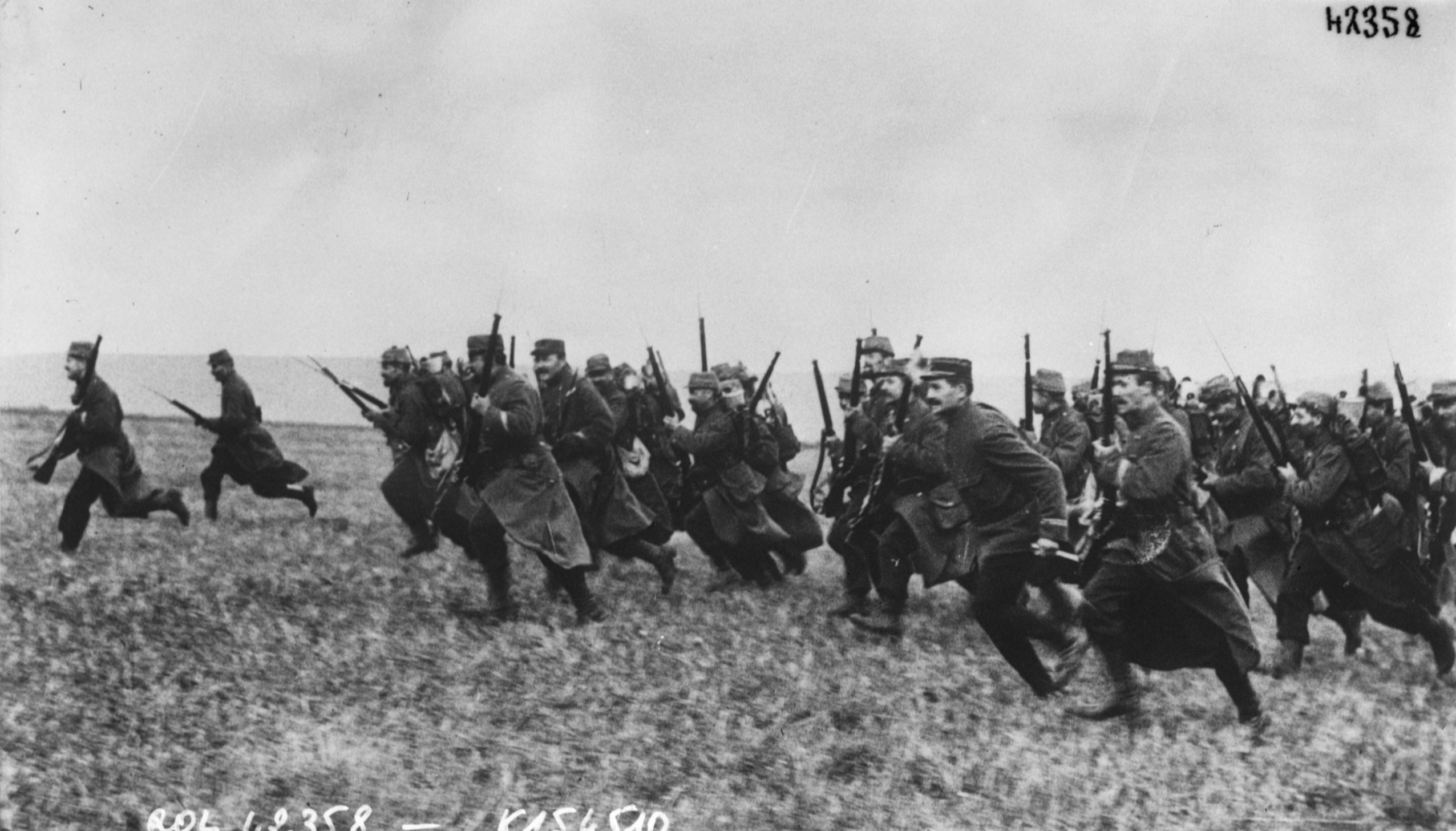
Infantaria francesa avançando.

Moltke, no quartel-general em Luxemburgo, estava sem comunicação com os exércitos alemães na França. Moltke preferia enviar instruções para seus exércitos por emissário em vez de confiar em seu sistema inadequado de telefone e telégrafo. Ele enviou seu oficial de inteligência, o tenente-coronel Richard Hentsch, para visitar os exércitos. As instruções de Moltke para Hentsch foram verbais, não escritas, embora aparentemente Moltke tenha dado a Hentsch, um mero tenente-coronel, a autoridade para ordenar a retirada dos exércitos alemães se necessário para sua sobrevivência. A missão de Hentsch, nas palavras do historiador Herwig, tornou-se "a mais famosa missão de estado-maior na história militar."
Hentsch partiu de Luxemburgo em 8 de setembro de automóvel e visitou os 5º, 4º e 3º exércitos alemães naquela tarde. Ele relatou a Moltke que a situação desses exércitos era "inteiramente favorável." Às 18:45 daquela noite, ele recebeu uma mensagem diferente no quartel-general do 2º Exército em uma reunião com Bülow e seu estado-maior. Hentsch foi informado de que o flanco direito de Bülow (fazendo fronteira com a lacuna entre os exércitos de Bülow e Kluck) estava à beira do colapso. Bülow disse que seu exército era "cinzas" e "sem condições" de tomar a ofensiva contra os franceses. Ele culpou Kluck pela crise e disse que Kluck deveria interromper imediatamente a batalha com o 6º Exército francês e fechar a lacuna entre eles. Caso contrário, a situação poderia se tornar "extremamente séria."
O tenente-coronel Hentsch aparentemente respondeu ao marechal de campo Bülow que ele, Hentsch, tinha "plenos poderes" para ordenar a Kluck que se retirasse de sua batalha com o 6º Exército francês. Durante a reunião, Bülow recebeu a notícia de que seu exército estava cedendo sob pressão dos franceses. Bülow ordenou uma retirada de 20 km de suas forças e prognosticou "consequências incalculáveis". Hentsch concordou com Bülow que, quando as forças francesas e britânicas cruzassem o Marne, uma retirada geral dos alemães seria necessária. Eles concordaram que Kluck deveria se desengajar e marchar para o Marne para se juntar ao 2º Exército de Bülow. Se Kluck recusasse, Bülow recuaria ao norte do Marne.
Na manhã seguinte, 9 de setembro, com mais más notícias chegando da frente, Bülow ordenou outra retirada sem saber o que Kluck faria. Enquanto isso, Hentsch prosseguiu para o quartel-general do 1º Exército de Kluck perto do rio Ourcq, chegando às 11:30 da manhã após uma viagem através da devastação da guerra. Ele se encontrou com o chefe de estado-maior de Kluck, Hermann von Kuhl. Hentsch descreveu a posição precária de Bülow e disse que uma retirada geral era necessária, mais uma vez afirmando sua autoridade em nome de Moltke. Kuhl "ficou estupefato." O 1º Exército estava prestes a assaltar a cidade de Paris e, esperançosamente, ganhar a guerra, mas Kuhl cedeu a Hentsch e informou Kluck. Com Bülow recuando, Kluck não teve escolha senão seguir o exemplo e emitiu a ordem de retirada. Sua ordem dizia que ele estava recuando "a pedido" do Estado-Maior de Moltke. Em 11 de setembro, o próprio Moltke visitou os 3º, 4º e 5º exércitos alemães e ordenou a retirada desses exércitos, além da retirada em andamento dos 1º e 2º exércitos, para o rio Aisne para se reorganizar para outra ofensiva. Os alemães foram perseguidos pelos franceses e britânicos, embora o ritmo das forças aliadas exaustas fosse lento e média apenas 19 km por dia. Os alemães cessaram sua retirada após 65 km, em um ponto ao norte do rio Aisne, onde cavaram trincheiras. Joffre ordenou que as tropas aliadas perseguissem, levando à Primeira Batalha do Aisne.
"Em uma frente de quase 400 km, a infantaria alemã virou-se e começou a retrilhar seus passos sobre o terreno conquistado em combate amargo durante as últimas duas semanas." Muitos dos soldados e oficiais alemães na linha de frente do conflito estavam amargurados com o que consideravam uma ordem tola de recuar. Meyer disse que a Primeira Batalha do Marne "chegou até nós na história como a luta que salvou Paris, mas na verdade foi decidida pela decisão de um lado de não lutar."

## Consequências
A retirada alemã de 9 a 13 de setembro marcou o fim do Plano Schlieffen. Diz-se que Moltke relatou ao Kaiser Guilherme II: "Sua Majestade, perdemos a guerra" ("Majestät, wir haben den Krieg verloren").
Se o General von Moltke realmente disse ao Imperador: "Majestade, perdemos a guerra", não sabemos. Sabemos, de qualquer forma, que com uma presciência maior em assuntos políticos do que militares, ele escreveu à sua esposa na noite do dia 9: "As coisas não foram bem. A luta a leste de Paris não foi a nosso favor, e teremos que pagar pelos danos que causamos".
Em 14 de setembro, as autoridades militares alemãs informaram ao Kaiser que "os nervos de Moltke chegaram ao fim e [ele] não é mais capaz de conduzir as operações." O Kaiser forçou Moltke a renunciar devido a "problemas de saúde." O Ministro da Guerra Erich von Falkenhayn foi nomeado para substituir Moltke.
Após a Batalha do Marne, os alemães recuaram até 90 quilômetros e perderam 11.717 prisioneiros, 30 canhões de campanha e 100 metralhadoras para os franceses e 3.500 prisioneiros para os britânicos antes de chegar ao Aisne. A retirada alemã encerrou suas esperanças de empurrar os franceses além da linha Verdun-Marne-Paris e obter uma vitória rápida. Após a batalha e os fracassos de ambos os lados em virar o flanco norte do oponente durante a Corrida para o Mar, a guerra de movimento terminou com os alemães e os poderes aliados se enfrentando em uma linha de frente estacionária de trincheiras e defesas que permaneceu quase estável por quatro anos.